# Magna Grecia
(Plinio il Vecchio, Naturalis historia, III)
(Ovidio, Fasti, IV)
La Magna Grecia (in greco antico: Μεγάλη Ἑλλάς?, Megálē Hellás, pronuncia /me.ɡá.lɛː hel.lás/; in latino Magna Graecia, pronuncia classica [ˈmaŋ.na ˈɡrae̯.ki.a]) è l'area geografica della penisola italiana mediterranea che fu anticamente colonizzata dai Greci a partire dall'VIII secolo a.C.
Varie sono le ipotesi sull’origine del nome: il termine si spiegherebbe con la prosperità e lo splendore culturale ed economico della regione al tempo dei pitagorici (VI-V sec. a.C.); o sarebbe stato dato dai coloni achei alla regione d’insediamento in contrapposizione all’angusta madrepatria. Secondo un'altra spiegazione invece l’aggettivo Μεγάλη non rappresenta un comparativo per sottolineare la superiorità delle colonie occidentali rispetto alla madre patria, ma esprime la condizione di ‘crescita’ rispetto ad un inizio di dimensione limitata da riferirsi all’area delle città ‘achee’ della Ἑλλάς delle origini in età storica. Precisamente, sebbene l'espressione Megálē Hellás sia attestata per la prima volta relativamente tardi, nel III secolo a.C. da Timeo di Tauromenio e poi nel II secolo a.C. in un passo dello storico greco Polibio, si ritiene tuttavia che la genesi del concetto sottostante sia avvenuta nel V secolo a.C., che segna l'apogeo della storia della Magna Grecia, in relazione ai fatti politici, economici, culturali e artistici raggiunti in quel periodo. 
La denominazione Megálē Hellás non fu dunque una definizione di origine popolare ed emotiva ma è stata motivatamente creata dagli Achei pitagorici e si riferisce, orgogliosamente, alla rete di colonie fondate o controllate dagli stessi Achei tra fine VI e metà del V secolo sotto la regìa di Crotone; questa polis achea, dopo aver distrutto Sibari nel 510 a.C., e prima ancora insieme alle altre achee la ionica Siris, guida in accordo con altre realtà storico-politiche un ancor più grande 'impero' che abbraccia etnicamente fino a Poseidonia gran parte dell'Italia meridionale continentale (esclusa Reggio a sud e Taranto a nord).

## Storia

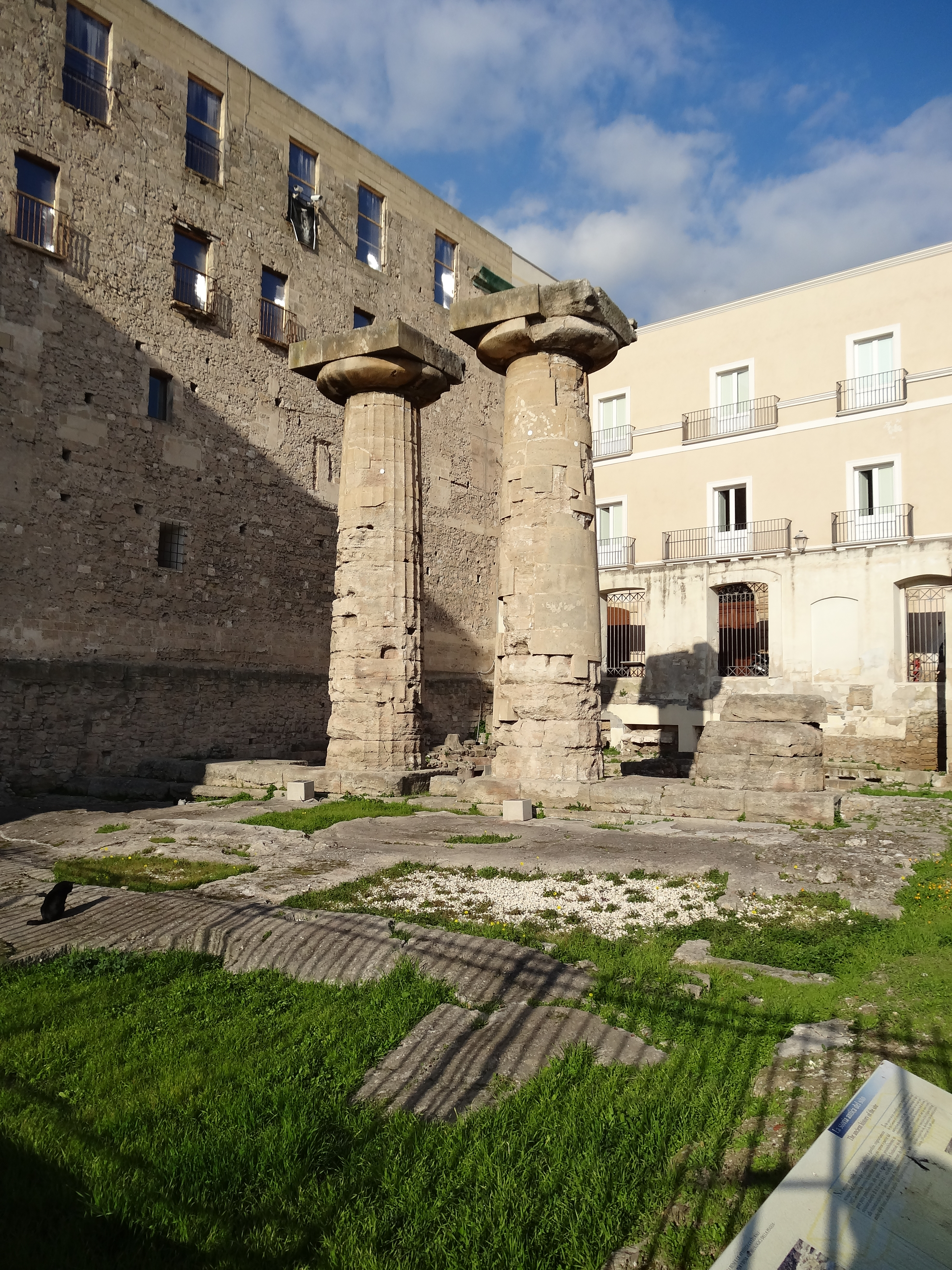
Tempio Dorico a Taranto

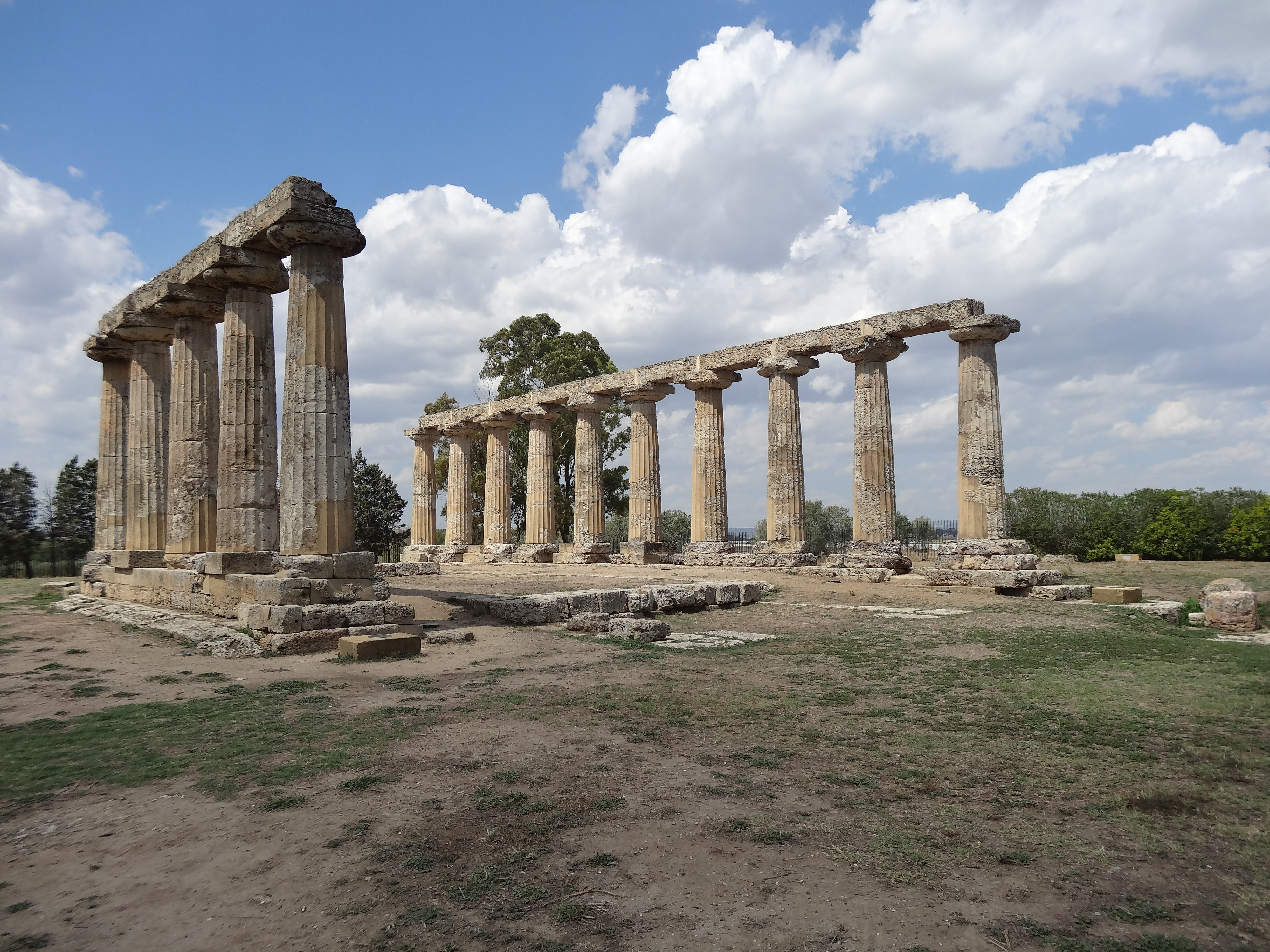
Tempio di Hera a Metaponto

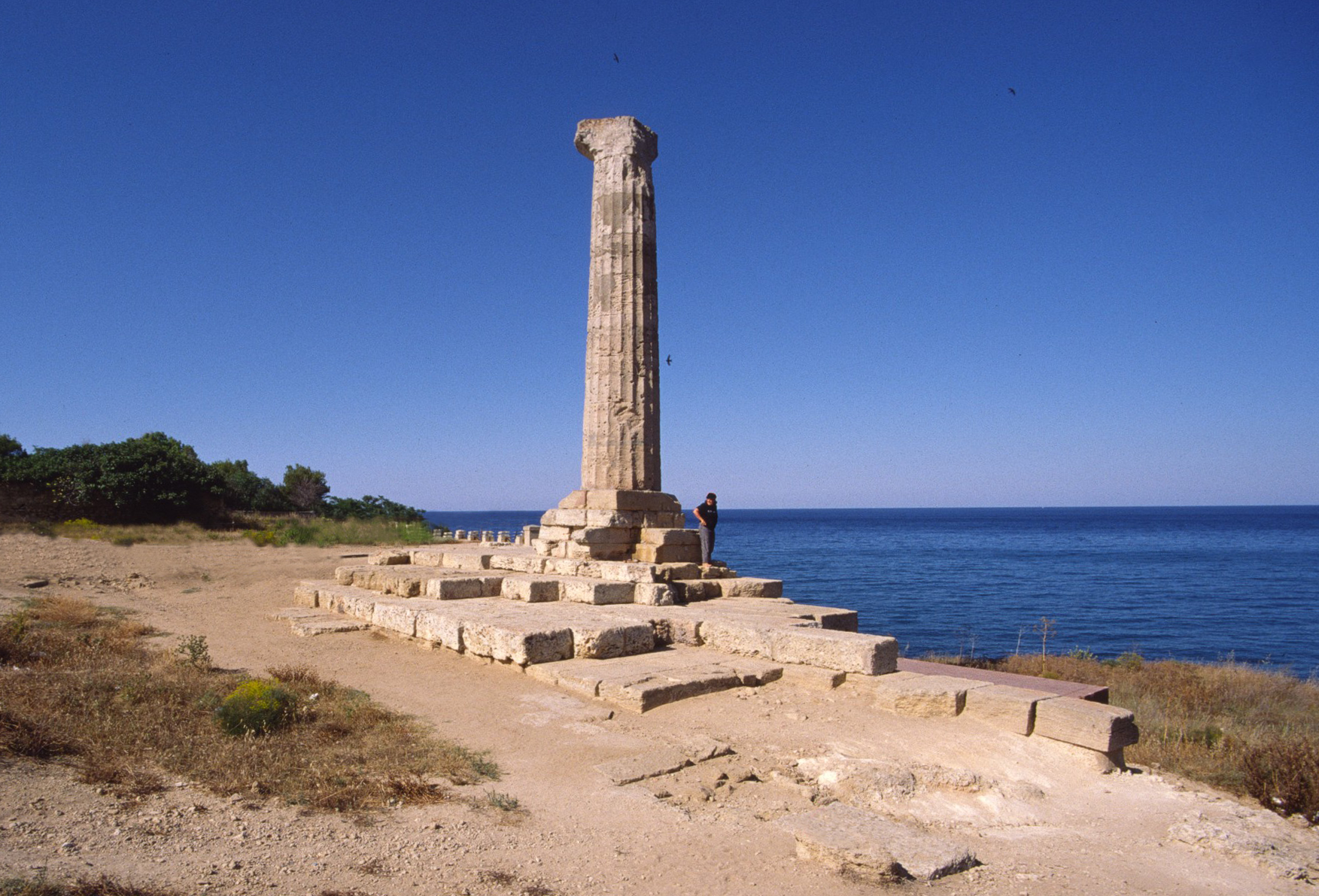
Tempio di Hera a Capo Colonna

### Origini

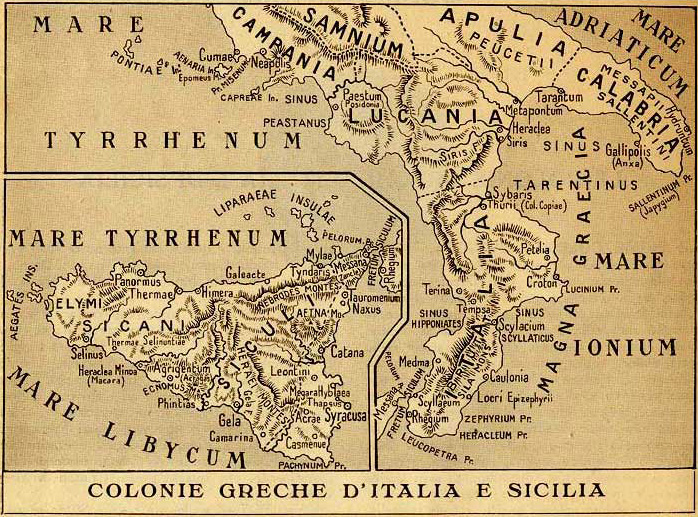
Le colonie macedoni in Italia meridionale e in Sicilia

Dopo la colonizzazione del Mar Egeo, tra il X e l'VIII secolo a.C., genti di origine greca (mercanti, contadini, allevatori, artigiani) comparvero nella parte meridionale dell'Italia (le attuali Basilicata, Calabria, Campania, Puglia e Sicilia) nell'ambito di un flusso migratorio originato da singole città della Grecia antica, motivato sia dall'interesse per lo sviluppo delle attività commerciali, che da tensioni sociali dovute all'incremento della popolazione a cui la magra produzione agricola non riusciva a dare sostentamento. Queste genti stabilirono la colonia di Pithecussai sull'attuale isola d'Ischia, poi giunte sulle coste Italiche fondarono diverse città quali Kyme e Metapontion, poi Taras e Rhegion.
Per tradizione, la località dove stabilirsi era individuata seguendo l'indicazione che dava l'Oracolo del Santuario di Apollo a Delfi, che veniva interrogato dall'ecista, colui che era stato posto a capo degli aspiranti coloni. Per i discendenti delle genti greche stabilitesi nella Penisola italiana, questo fu il periodo in cui fu raggiunta la massima ricchezza economica, a cui s'aggiunse lo splendore in campo culturale ed artistico, avendo seguito l'evoluzione della Civiltà Greca, in letteratura, filosofia e arte, con punte di sviluppo spesso superiori alla stessa madrepatria.
Come conseguenza di questa realtà di grande splendore, le zone colonizzate nella penisola italiana ci sono state tramandate col nome di Magna Grecia (Megàle Hellàs): un nome che volle testimoniare l'orgoglio per aver dato vita, lontano dalla Grecia, ad una comunità di Greci che aveva raggiunto così alti livelli in campo sociale, culturale ed economico, da poter essere considerata, in confronto, più grande della stessa madrepatria. Dunque verso il III secolo a.C., si cominciò a definire le colonie greche dell'Italia meridionale come facenti parte della Magna Grecia (Megàle Hellàs). Riferimento che si presume sia stato coniato nelle colonie stesse, per mostrare la loro grandezza in relazione alla vecchia Grecia.
Il termine Magna Grecia si riferisce quindi alle popolazioni e civiltà, piuttosto che ad un'entità territoriale e politica. La Sicilia e la Calabria, a partire dall'VIII secolo a.C., videro numerose colonie greche (come Zankle, Naxos, Selinus, Rhegion, Sybaris, Kroton, ecc).

### Le differenti stirpi
Le genti originarie della città di Calcide della grande isola Eubea, fondarono prima Pithecusa (Ischia), poi Kyme (Cuma) in Campania, quest'ultima insieme a coloni provenienti da Cuma eolica, e tra il 756 ed 730 a.C. le due città di Zancle (Messina) e Rhegion (Reggio), rispettivamente sulla sponda messinese e quella reggina dello Stretto che separa le due terre.
Negli anni successivi, Greci di stirpe achea diedero vita sul versante jonico prima a Sybaris (Sibari, 720 a.C.) e poi a Kroton (Crotone 710 a.C.). Le motivazioni della spinta alla colonizzazione non sono ancora chiaramente identificate, e la generica idea di "necessità di sfuggire carestie e sovrappopolazione" non trova giustificazione dagli studi storici ed archeologi relativi alla madrepatria; anzi probabilmente la condizione è stata contraria: ovvero si è trattato di un'operazione di espansione economica-commerciale che richiese uno straordinario sforzo; ma la rapida crescita delle dimensioni delle colonie, non si giustifica con il solo apporto della madrepatria.
Sempre sullo Ionio, secondo fonti tramandate dallo storico Eusebio di Cesarea, alcuni coloni spartani fondarono la città di Taras (Taranto, 706 a.C.). Fra il 710 a.C. e il 690 a.C., un gruppo di Locresi, condotti da Evante, provenienti dalle regioni della Grecia sul golfo di Crisa, fondarono Lokroi Epizephyroi (Locri Epizefiri), ultima città fondata in Calabria da gente proveniente direttamente dalla Grecia. In una data sconosciuta fra l'VIII e il VI secolo a.C. gli ateniesi, di stirpe ionica, fondarono Skylletion (nei pressi dell'odierna Catanzaro).

### Le sub-colonie
Nel tempo le nuove città, per ragioni politiche, di sovrappopolazione, commerciali e di controllo del territorio, ampliarono la loro presenza in Italia, espandendo di fatto la civiltà greca a tutto il territorio oggi chiamato Calabria, allora conosciuto come Enotria o Italia, e ad altre zone.
I reggini fondarono Pyxus (Policastro Bussentino) in Lucania; i locresi fondarono Medma (Rosarno) passando da Città-forte (Polistena) e Hipponion (Vibo Valentia) nell'attuale Calabria; i sibariti rivitalizzarono i centri indigeni di Laos e Skydros in Calabria e fondarono Poseidonia (Paestum), in Campania; i crotoniati fondarono Terina e parteciparono alla fondazione di Kaulon (vicino a Monasterace marina) in Calabria; gli zanclei (secondo fonti in collaborazione con Rhegium) fondarono Metauros (Gioia Tauro) in Calabria intorno al VII secolo a.C., i Tarantini insieme ai Thurioti fondarono Heracleia (Policoro) in Lucania nel 434 a.C.
I Tarantini fondarono anche Gallipoli (Kallípolis, dal greco "bella città"), il cui precedente nome era Anxa (insediamento messapico situato nei pressi dell’attuale territorio di Alezio).
Nel tentativo di espandersi in Messapia ed in Peucezia, continue furono le aggressioni dei Tarantini condotte ai danni dei vicini Peucezi e Messapi. Tuttavia, l'influenza di Taranto sulle popolazioni indigene, portò nel corso dei secoli ad un processo di ellenizzazione di queste ultime, che assorbirono svariati aspetti della cultura e civiltà greca.
Nonostante le diverse vittorie dei Tarantini su Peucezi e Messapi nel corso della storia, con il conseguente controllo di molte aree dell’attuale territorio pugliese (tanto che i Tarantini, come testimoniato da Pausania, poterono erigere un donario a Delfi che celebrava le vittorie su questi ultimi, di cui sono ancora presenti i resti) , essi patirono anche alcune sconfitte, come quella subita (insieme ai loro alleati Reggini guidati da Micito) per opera dei Messapi nel 473 a.C. (annoverata dallo storico greco Erodoto come una tra le più gravi sconfitte inflitte a popolazioni di stirpe greca per via dell’ingente numero di perdite umane).
Nel 360 a.C. circa, Archita da Taranto, la cui politica era indirizzata al totale controllo del meridione della penisola italiana, lo spinse ad incentivare le spese relative all’esercito, potenziandone anche l’armamento, grazie anche alle sue invenzioni di natura meccanica e balistica   , che rappresentano l’origine dell’artiglieria. Alla testa delle sue armate intraprese una brillante operazione militare contro i Messapi ed i loro alleati, i Peuceti e i Lucani, che lo portò alle conquiste di Mesagne, Brindisi, Egnazia, nonché al controllo di diverse città e villaggi pugliesi. L’impresa gli valse la nomina a capo della Lega Italiota. Riuscì in questo modo a rompere l’unità politica della dodecapoli messapica, dando inizio al declino della "Lega Messapica".
Nel 338 a.c., il re spartano Archidamo III, accorso in aiuto di Taranto in uno dei tentativi di espansione, trovò la sconfitta e la morte, secondo la testimonianza di Plutarco, sotto le mura della città messapica di Mendonion (l'odierna Manduria). Questa sconfitta, portò ad una crisi nell’aristocrazia tarantina e ad un cambio di governo: dal regime aristocratico di stampo spartano si passò ad un governo di tipo democratico e alla nascita della Costituzione Tarantina.
Nel 335 a.C., in occasione di una guerra contro i Lucani, i Bruzi e i Sanniti, i Tarantini con Alessandro I detto il molosso, riuscirono a riconquistare le città di Brentesion, Siponto (Manfredonia), Heraclea, Arpi (Foggia), Cosentia e Paestum. 
Sarà l'arrivo delle legioni romane avvenuto tra il 290 ed il 280 a.C., dopo un iniziale trattato di non belligeranza tra Taranto e Roma, le 3 guerre tarantine (o guerre pirriche) con l’arrivo di Pirro in aiuto di Taranto, il consequenziale controllo su gran parte dei territori dell’Italia meridionale che culminò con la caduta di Taranto nel 272 a.c. nella terza guerra contro Roma (dopo le prime due, ad Heraclea ed Ausculum Apulum che avevano visto i Tarantini e Pirro vittoriosi) a sancire il passaggio sotto la protezione della medesima di tutte le città greche della penisola italiana che divennero alleate dello Stato Romano.
La conquista definitiva della Magna Grecia e delle popolazioni meridionali native da parte di Roma dovette aspettare ancora per ben due secoli e si concluse definitivamente solo con la cosiddetta guerra sociale (dal latino socius - alleato), e la concessione della cittadinanza romana a tutti i cittadini della Magna Grecia e dei territori limitrofi.
L'integrazione della Magna Grecia nel dominio della Repubblica romana rappresentò l'inizio di varie evoluzioni sociali per quest'ultima. La forte presenza ellenica avrebbe in seguito influenzato culturalmente la stessa società romana.

### Colonie greche nell'Adriatico

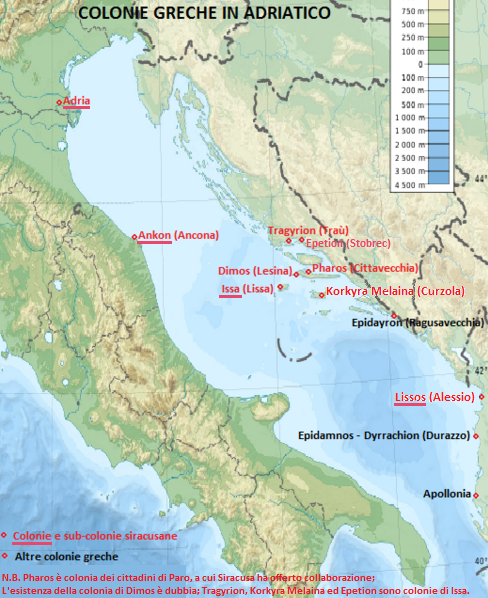
Colonie macedoni in Adriatico (in rosso quelle siracusane)

Un intenso programma di colonizzazione fu intrapreso da Siracusa, all'epoca della tirannide di Dionisio il grande, intorno al 387-385 a.C. Questo fenomeno interessò tutto l'Adriatico, e in particolare portò alla fondazione in Italia di Ankón (Ancona) e di Adrìa (Adria); nella costa dalmata vide la fondazione di Issa (attuale Lissa), Pharos (attuale Cittavecchia di Lesina), Dimos (attuale Lesina); nella costa albanese venne fondata invece Lissos (attuale Alessio). Issa a sua volta poi fondò Tragyrion (attuale Traù), Korkyra Melaina (attuale Curzola) ed Epetion (attuale Stobreč, sobborgo di Spalato).
Con questo programma di colonizzazione Dionisio il Grande si assicurò un controllo totale sulle rotte adriatiche che portavano il grano verso la madrepatria, permettendo così a Siracusa di competere con gli Etruschi in questo commercio. Inoltre risolse un grave problema di politica interna, mandando a popolare la colonia di Ankón con dissidenti politici.
Prima della colonizzazione siracusana, già erano presenti nell'Adriatico orientale alcune colonie greche: nell'attuale territorio albanese sorgevano Apollonia e Epidamnos-Dyrrachion (attuale Durazzo); nell'odierno territorio croato era invece la colonia di Epidayron (attuale Ragusavecchia).
Le colonie adriatiche siracusane non vengono annoverate in senso stretto come parte della Magna Grecia.

## Poleisdella Magna Grecia

### Italia continentale
|  | Achei               |
|  | Dori                |
|  | Ioni                |
|  | Greci di nord-ovest |

| Città              | Data di fondazione               | Fondata da                       | Regione attuale | Città attuale con continuità d'insediamento | Territorio comunale attuale ove era situato l'insediamento |
| ------------------ | -------------------------------- | -------------------------------- | --------------- | ------------------------------------------- | ---------------------------------------------------------- |
| Herakleia          | 433 a.C.                         | Taras e Thurii                   | Basilicata      | (abbandonata)                               | Policoro                                                   |
| Hipponion          | 625-600 a.C.                     | Locri Epizefiri                  | Calabria        | Vibo Valentia                               | Vibo Valentia                                              |
| Hyele              | 540 a.C.                         | Focesi                           | Campania        | (abbandonata)                               | Ascea                                                      |
| Kaulon             | VII secolo a.C.                  | Achei                            | Calabria        | (abbandonata)                               | Monasterace                                                |
| Kroton             | 709 a.C.                         | Achei                            | Calabria        | Crotone                                     | Crotone                                                    |
| Kyme               | 750 a.C.                         | Calcidesi ed eretriesi           | Campania        | (abbandonata)                               | Bacoli, Pozzuoli                                           |
| Laos               | VI secolo a.C.                   | Sibariti                         | Calabria        | (abbandonata)                               | Marcellina, frazione di Santa Maria del Cedro              |
| Lokroi Epizephiroi | VII secolo a.C.                  | Locresi                          | Calabria        | (abbandonata)                               | Locri e Portigliola                                        |
| Medma              | VII secolo a.C.                  | Locri Epizefiri                  | Calabria        | (abbandonata)                               | Rosarno                                                    |
| Metapontion        | 630 a.C.                         | Achei                            | Basilicata      | (abbandonata)                               | Metaponto, frazione di Bernalda                            |
| Metauros           | VII secolo a.C.                  | Zankle                           | Calabria        | Gioia Tauro                                 | Gioia Tauro                                                |
| Neapolis           | VI secolo a.C.                   | Cumani                           | Campania        | Napoli                                      | Napoli                                                     |
| Pithekoussai       | 775 a.C.                         | Calcidesi ed eretriesi           | Campania        | (abbandonata)                               | Isola d'Ischia                                             |
| Poseidonia         | 600 a.C.                         | Sibariti                         | Campania        | (abbandonata)                               | Capaccio Paestum                                           |
| Pyxous             | 470 a.C.                         | Rhegion e Messana                | Campania        | (abbandonata)                               | Policastro Bussentino, frazione di Santa Marina            |
| Rhegion            | 760 a.C.                         | Calcidesi e Messeni              | Calabria        | Reggio Calabria                             | Reggio Calabria                                            |
| Siris              | 660 a.C.                         | Colofonii                        | Basilicata      | (abbandonata)                               | Policoro, Rotondella, Nova Siri                            |
| Sybaris            | 720 a.C.                         | Achei e trezeni                  | Calabria        | (abbandonata)                               | Sibari, frazione di Cassano all'Ionio                      |
| Taras              | 705 a.C.                         | Spartani                         | Puglia          | Taranto                                     | Taranto                                                    |
| Temesa             | Città autoctona, poi ellenizzata | Città autoctona, poi ellenizzata | Calabria        | (abbandonata)                               | Campora San Giovanni, frazione di Amantea                  |
| Terina             | VI secolo a.C.                   | Crotoniati                       | Calabria        | (abbandonata)                               | Lamezia Terme o Nocera Terinese                            |
| Thourioi           | 446 a.C.                         | Ateniesi                         | Calabria        | (abbandonata)                               | Corigliano-Rossano                                         |

## Colonie greche in Italia non appartenenti alla Magna Grecia
| Città | Data di fondazione | Fondata da | Città attuale con continuità d'insediamento | Territorio comunale attuale ove era situato l'insediamento |
| ----- | ------------------ | ---------- | ------------------------------------------- | ---------------------------------------------------------- |
| Adrìa | 385 a.C.           | Siracusani | Adria                                       | Adria                                                      |
| Ankón | 387 a.C.           | Siracusani | Ancona                                      | Ancona                                                     |

## Colonie greche in Sicilia
Le città siceliote (sikeloe in greco), cioè le colonie greche in Sicilia, non sono da considerarsi appartenenti alla Magna Grecia, poiché la denominazione era riferita solo alle zone grecizzate dell'italia continentale. La confusione deriva da un passaggio apparentemente ambiguo di Strabone (VI 1, 2) e da taluni la Sicilia viene associata alla Magna Grecia, ma non ha ragione per esserlo.
Di seguito si elencano le principali colonie identificate:
| Nome greco arcaico (nome italiano per indicarlo) | Nome greco classico | Nome latino     | Nome italiano usato per indicare la colonia greca | Città attuale con continuità di insediamento     | Comune attuale in cui ricade l'insediamento |
| ------------------------------------------------ | ------------------- | --------------- | ------------------------------------------------- | ------------------------------------------------ | ------------------------------------------- |
| -                                                | Naxos               | Naxos o Naxus   | Naxos                                             | -                                                | Giardini-Naxos                              |
| Zankles (Zancle)                                 | Messana o Messene   | Messana         | Messina                                           | Messina                                          | Messina                                     |
| -                                                | Katane              | Catina          | Catania                                           | Catania                                          | Catania                                     |
| -                                                | Syrakousai          | Syracusae       | Siracusa                                          | Siracusa                                         | Siracusa                                    |
| -                                                | Phintias            | Phintia         | Finziade                                          | Licata                                           | Licata                                      |
| Hybla Micrà (Ibla Minore)                        | Megara Hyblaea      | Megara Hyblaea  | Megara Iblea                                      | -                                                | Augusta                                     |
| -                                                | Leontinoi           | Leontini        | Lentini                                           | Lentini                                          | Carlentini                                  |
| Gela (Gela)                                      | Gela                | Gela            | Gela                                              | Gela                                             | Gela                                        |
| Himera (Imera)                                   | Thermai Himeraìai   | Thermae Himerae | Termini Imerese                                   | Termini Imerese                                  | Termini Imerese                             |
| -                                                | Lipari              | Lipari          | Lipari                                            | Lipari                                           | Lipari                                      |
| -                                                | Akragas             | Agrigentum      | Agrigento                                         | Agrigento                                        | Agrigento                                   |
|                                                  | Kamarina            |                 |                                                   |                                                  | Ragusa/Scoglitti                            |
|                                                  | Mylae               |                 | Milazzo                                           | Milazzo                                          | Milazzo                                     |
|                                                  | Akrai               |                 |                                                   | Palazzolo Acreide                                | Palazzolo Acreide                           |
|                                                  | Himera              |                 | Imera                                             |                                                  | Termini Imerese                             |
|                                                  | Selinus             |                 | Selinunte                                         |                                                  | Castelvetrano                               |
|                                                  | Tyndaris            | Tyndaris        | Tindari                                           | Tindari                                          | Patti                                       |
|                                                  | Casmene             |                 |                                                   |                                                  | Buscemi                                     |
|                                                  | Eraclea Minoa       |                 |                                                   |                                                  | Cattolica Eraclea                           |
|                                                  | Xiphonia            |                 |                                                   | Aci Catena, Acireale, Aci Trezza ed Aci Castello |                                             |
|                                                  | Akrillai            |                 |                                                   | Chiaramonte Gulfi                                | Chiaramonte Gulfi                           |

## Le date di fondazione
Cronologia della fondazione delle principali città della Magna Grecia e della Sicilia, secondo gli storici antichi e gli studi archeologici moderni:
| Polis           | Tucidide              | Eusebio           | Gerolamo          | Altri storici            | Studi moderni     |
| --------------- | --------------------- | ----------------- | ----------------- | ------------------------ | ----------------- |
| Cuma            |                       |                   | 1050 a.C. circa   |                          | VIII secolo a.C.  |
| Zancle          |                       | 757 a.C.-756 a.C. |                   | 756 a.C.                 | 756 a.C.          |
| Naxos           | 734 a.C.              | 735 a.C.          | 741 a.C.          |                          | 735 a.C.          |
| Siracusa        | 733 a.C.              | 733 a.C.          | 738 a.C.-737 a.C. | 733 a.C.                 | 734 a.C.          |
| Reggio          | 743 a.C.-730 a.C.     |                   |                   | 743 a.C.; 730 a.C. circa | 743 a.C.          |
| Lentini         | 728 a.C.              |                   |                   |                          |                   |
| Catania         | 728 a.C.              | 733 a.C.          | 737 a.C.-736 a.C. |                          | 729 a.C.-728 a.C. |
| Megara Hyblaea  | 727 a.C.              |                   |                   |                          | 728 a.C.          |
| Milazzo         |                       | 715 a.C. circa    | 716 a.C. circa    |                          |                   |
| Sibari          |                       | 708 a.C.-707 a.C. | 709 a.C.-708 a.C. | 721 a.C.-720 a.C.        |                   |
| Crotone         |                       | 709 a.C.          |                   | 718 a.C.-708 a.C.        |                   |
| Taranto         |                       | 706 a.C.          |                   |                          |                   |
| Locri Epizefiri |                       | 673 a.C.          | 679 a.C.          | 700 a.C. circa           |                   |
| Gela            | 688 a.C.              | 688 a.C.          | 691 a.C.-690 a.C. |                          |                   |
| Metaponto       |                       | 773 a.C. circa    |                   |                          | 690 a.C.          |
| Kaulon          |                       |                   |                   | 675 a.C. circa           |                   |
| Akrai           | 663 a.C.              |                   |                   |                          |                   |
| Metauros        | VII secolo a.C. circa |                   |                   |                          |                   |
| Akrillai        |                       |                   |                   | 663 a.C. circa           | VII secolo a.C.   |
| Casmene         | 643 a.C.              |                   |                   |                          |                   |
| Selinunte       | 627 a.C.              | 757 a.C. circa    | 650 a.C.-649 a.C. | 650 a.C.                 |                   |
| Imera           |                       |                   |                   | 648 a.C.                 |                   |
| Lipari          |                       | 627 a.C. circa    | 629 a.C. circa    | 580 a.C.-576 a.C.        |                   |
| Poseidonia      |                       |                   |                   | 700 a.C. circa           | VII secolo a.C.   |
| Kamarina        | 598 a.C.              | 598 a.C.-597 a.C. | 601 a.C.-600 a.C. | 598 a.C.-596 a.C.        |                   |
| Agrigento       | 580 a.C.              |                   |                   | 580 a.C.-576 a.C.        |                   |

Cronologia della fondazione delle altre colonie greche italiane, secondo gli storici antichi e gli studi archeologici moderni:
| Polis  | Tucidide | Eusebio | Gerolamo | Altri storici | Studi moderni |
| ------ | -------- | ------- | -------- | ------------- | ------------- |
| Ancona |          |         |          |               | 387 a.C.      |
| Adria  |          |         |          |               | 385 a.C.      |

## Peculiarità delle poleis magnogreche

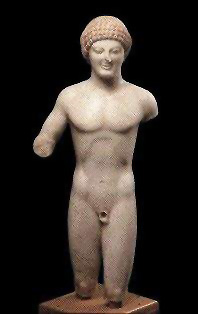
Il Kouros di Reggio, esempio di ritrattistica arcaica, corrispondente al primo periodo delle colonie, custodito al Museo nazionale della Magna Grecia a Reggio Calabria

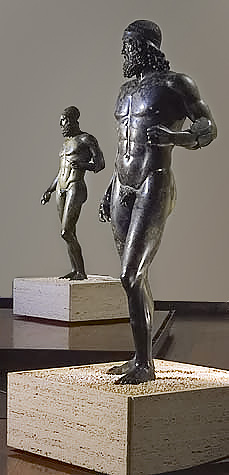
I Bronzi di Riace, esempi di ritrattistica d'epoca classica, periodo in cui le colonie raggiunsero maggiore raffinatezza, custoditi al Museo nazionale della Magna Grecia a Reggio Calabria

### Organizzazione amministrativa
L'organizzazione amministrativa della Magna Grecia e della Sicilia greca, è stata ereditata dalle poleis elleniche, riprendendo il concetto di "città-stato" amministrate dall'aristocrazia. Le città della Magna Grecia erano indipendenti come le poleis greche, disponevano di un nutrito esercito e vi era un reggente che governava o un sistema di governo democratico. Vi furono anche casi di tirannia come nella poderosa Siracusa, retta dal tiranno Dionisio che combatté i Cartaginesi sino alla sua morte, ad Atene, in seguito ad un malore. La flotta era un'arma micidiale che i coloni della Magna Grecia utilizzarono e dunque numerose città erano situate in riva al mare e disponevano di grandi porti dove erano ancorate centinaia di navi.

### Economia
Nelle città della Magna Grecia, si sviluppò subito il commercio, l'agricoltura e l'artigianato. Inizialmente orientato alle indigene popolazioni italiche, il commercio fu subito un ottimo canale di scambio con i greci della madrepatria che importava dal grano ai manufatti, dalle opere letterarie al marmo e così via. I coloni entrarono in contatto anche con i Cartaginesi che però si rivelarono presto dei temibili nemici.

### Cultura
Dalla madre patria Grecia, l'arte, la letteratura e la filosofia influenzarono in modo decisivo la vita delle colonie. In Magna Grecia e nella Sicilia greca si diede molto credito alla cultura. Basta pensare che nelle poleis si raggiunse un tasso di ingegneria ed istruzione pari a quello della madrepatria. I coloni ellenici, dopo aver sottomesso le popolazioni indigene, stabilirono biblioteche e centri di studi che formarono abili filosofi, letterati e medici. Pitagora di Samo si trasferì a Crotone dove fondò la sua scuola nel 530 a.C.
Visitarono la Magna Grecia, fra gli altri, Eschilo, Erodoto, Senofane e Platone.
Tra i personaggi illustri nati in Magna Grecia ricordiamo: i filosofi Parmenide di Elea, Zenone di Elea, Gorgia di Lentini ed Empedocle di Agrigento; i pitagorici Filolao di Crotone, Archita di Taranto, Liside di Taranto, Echecrate e Timeo di Locri; il matematico Archimede di Siracusa; gli storici Ippi di Reggio, Glauco di Reggio e Lico; i poeti Teocrito di Siracusa, Stesicoro, Ibico di Reggio, Senocrito di Locri, Nosside di Locri, Alessi di Thuri e Leonida di Taranto; i medici Timoteo, Alcmeone di Crotone e Democède di Crotone; gli scultori reggini Pitagora e Clearco; il pittore Zeusi, il musicologo Aristosseno di Taranto ed il legislatore Zaleuco di Locri.

### Sport
Le colonie inviavano atleti di tutte le discipline ai giochi che si tenevano periodicamente ad Olimpia e Delfi in Grecia. Inoltre i coloni della Magna Grecia tenevano molto ai giochi ellenici dove potevano dare prova ai greci della loro appartenenza allo stesso luogo d'origine, della loro forza fisica e delle capacità nei giochi praticati anche dai loro avi decine di generazioni prima. E per questo i più grandi sovrani esigevano che venissero addestrate squadre da inviare in Grecia. 
Lo sport era dunque un canale di comunicazione con la penisola ellenica, un mezzo con il quale le colonie della Magna Grecia facevano sentire la propria voce. Spesso era un movimento gestito più dalla politica che dalla dedizione per la lotta, il lancio del disco e per tutte le altre attività che si praticavano durante quelle importanti prove agonistiche. Gli italioti ed i sicelioti ebbero grandi successi nelle competizione sportive in madrepatria. Basta pensare che gli atleti di Crotone vinsero 20 titoli in 26 Olimpiadi tra il 588 a.C. e il 488 a.C., tanto da essere secondi solo a Sparta, davanti ad Atene.
| Polis       | Giochi olimpici | Giochi Pitici | Giochi Istmici | Giochi Nemei | Totale | Nome moderno    |
| ----------- | --------------- | ------------- | -------------- | ------------ | ------ | --------------- |
| Kroton      | 21              | 10            | 10             | 9            | 50     | Crotone         |
| Siracusa    | 15              | 8             | 3              | 3            | 29     | Siracusa        |
| Himera      | 7               | 2             | 2              | 2            | 13     | Termini Imerese |
| Naxos       | 4               | 4             | 1              | 1            | 10     | Giardini Naxos  |
| Taras       | 9               |               |                |              | 9      | Taranto         |
| Akragas     | 5               | 3             |                |              | 8      | Agrigento       |
| Locres      | 6               | 1             |                |              | 7      | Locri           |
| Messana     | 4               | 1             | 1              | 1            | 7      | Messina         |
| Hybla       | 3               | 1             |                |              | 4      | Ragusa          |
| Thurii      | 4               |               |                |              | 4      | Thurii          |
| Kamarina    | 3               |               |                |              | 3      | Kamarina        |
| Poseidonia  | 2               | 1             |                |              | 3      | Paestum         |
| Kaulonia    | 1               |               |                | 1            | 2      | Caulonia        |
| Gela        | 2               |               |                |              | 2      | Gela            |
| Sybaris     | 2               |               |                |              | 2      | Sibari          |
| Rhegion     | 1               |               |                |              | 1      | Reggio Calabria |
| Tauromenion | 1               |               |                |              | 1      | Taormina        |
| Neapolis    | 1               |               |                |              | 1      | Napoli          |
| Terina      | 1               |               |                |              | 1      | Lamezia Terme   |
| Metapontum  |                 | 1             |                |              | 1      | Metaponto       |